# The Doraemons
The Doraemons (ザ☆ドラえもんズ, Za•Doraemonzu) fue una franquicia japonesa de manga y anime japonés, derivado de Doraemon.

## Historia

### Trama
Todas las historias que protagonizan en solitario tienen la estructura siguiente: Los (o The) Doraemons es un grupo de amigos formado por 7 gatos robot: Doraemon, Dora the Kid, Wang Dora, Doramed III, Doranikov, El Matadora y Dorarinho. Antiguos alumnos de la Escuela de Robots Tsukimidai e interconectados por la tarjeta de la amistad —con la que pueden llamarse desde cualquier lugar—, suelen ser llamados por el director Teraodai —padre de los robots— para cumplir importantes misiones para la resolución de problemas complicados.
En las coprotagonizadas con Dorami, la estructura varía ligeramente: Los Doraemons y Dorami les surgen casualmente misiones misteriosas en el futuro donde tienen que resolver una serie de problemas que les afectan a ellos mismos o a gente de su entorno.

### Manga
Za•Doraemonzu (ザ☆ドラえもんズ) [literalmente, Los Doraemons] fue la 1.ª serie de manga, creada por el mangaka Michiaki Tanaka (Prefectura de Ahido, Japón, miércoles 25 de noviembre de 1953 [64 años]) —ayudante de Fujiko F. Fujio— para Shogakukan. Fue publicada en 3 revistas de la editorial:
- Shōgaku Ninensei (小学二年生): Número de enero de 1995 (1 de diciembre de 1994)-número de junio de 1995 (1 de mayo de 1995).
- Gekkan Koro Koro Komikku (月刊コロコロコミック): Número de abril de 1995 (15 de marzo de 1995)-número de septiembre de 1997 (15 de agosto de 1997).
- Bessatsu Koro Koro Komikku (別冊コロコロコミック): Número de diciembre de 1995 (1 de noviembre de 1995)-número de junio de 2000 (1 de mayo de 2000).

Sus historietas cortas fueron recopiladas en una colección 6 volúmenes.
Za•Doraemonzu Supesharu (ザ☆ドラえもんズ スペシャル) [literalmente, Los Doraemons Especial] fue la 2.ª serie de manga, creada por los mangakas Michiaki Tanaka y Masaru Miyazaki —ayudantes de Fujiko F. Fujio— para Shogakukan. Fue publicada en 3 revistas de la editorial:
- Shōgaku Yon’nensei (小学四年生): Número de junio de 1995 (1 de mayo de 1995)-número de diciembre de 1995 (1 de noviembre de 1995)/número de enero de 1997 (30 de noviembre de 1996)-número de diciembre de 2000 (1 de noviembre de 2000).
- Shōgaku Gonensei (小学五年生): Número de enero de 1996 (1 de diciembre de 1995)-número de febrero de 2000 (31 de diciembre de 1999).
- Shōgaku Rokunensei (小学六年生): Número de enero de 1996 (viernes 1 de diciembre de 1995)-número de diciembre de 2000 (1 de noviembre de 2000).

Sus historietas cortas fueron recopiladas en 2 colecciones de 12 y 3 volúmenes.

### Anime
Anexo: Películas de Dorami y The Doraemons
The Doraemons protagonizaron 5 películas en solitario —todas cortometrajes— y coprotagonizaron 2 películas junto a Dorami —un mediometraje y un cortometraje—, producidas por Shin-Ei Animation entre 1996 y 2002. En España, bajo licencia de Luk Internacional, son estrenadas desde 2007.

## Personajes

### Protagonistas
- MS903 Doraemon (MS903 ドラえもん) (Factoría Matsushiba, Tokio, Japón, sábado 3 de septiembre de 2112 —entre 10 y 12 años—) es un gato robot blanquiazul y cabezón que posee un bolsillo de la 4.ª dimensión donde guarda sus inventos. Es bueno y exigente, pero permisivo y travieso. Trabaja de niñera. Durante su fabricación sufrió una descarga por electrocución que le hizo perder un tornillo, por lo que su rendimiento es bajo. Pasó sin pena ni gloria por la Clase Especial de la Academia de Formación de Robots y —por equivocación— fue adquirido por Sewashi Nobi el sábado 19 de enero de 2115, pese a su desastrosa actuación en la audición de la academia que tuvo lugar ese mismo día. Fue la niñera de Sewashi hasta que éste tuvo los 8 años. El domingo 30 de agosto de 2122, una rata robot —según otra versión, fue un ratón de verdad— le royó las orejas y tuvo que ingresar en el hospital, pero un error en el aparato médico le llevó a perderlas, y desde aquel momento fue el único robot gato que carecía de orejas u otra cosa en la cabeza; todo esto le provocó un trauma por el que sufre musofobia —miedo a los roedores— y que se distanciase de Noramyako, su novia de entonces, porque ésta se rio al verle sin orejas. Este asunto le deprimió y decidió tomarse Animarín —poción revitalizante—, pero se tomó Deprimín —poción depresiva— por error y estuvo llorando durante 3 días con sus noches; ello le proporcionó su voz ronca y que se descubriese la capa azul que tenía debajo del primitivo color amarillo ―según otra versión, el color azul lo adquirió del disgusto por verse en un espejo sin orejas―. El jueves 3 de septiembre de 2122 su hermana le avisó que Sewashi lo buscaba y decidió tomarse otra vez el Animarín, pero otra vez se equivocó y tomó Velocidín —poción de la velocidad—; salió corriendo y se atascó en el tubo de escape de una nave donde viajaban dos terroristas y que acababan de secuestrar a su amigo, salvándolo de ellos. El viernes 25 de diciembre de 2122 fue enviado al pasado con la difícil misión de enderezar la desastrosa vida de Nobita Nobi, tatarabuelo de Sewashi. El dorayaki es su alimento favorito y odia que le confundan con un mapache. Es el líder del grupo, y su única arma habitual es su cabeza dura.
- Dora•za•Kiddo (ドラ・ザ・キッド) [Dora the Kid en España] (Factoría Matsushiba, Estados Unidos, 2112 —entre 10 y 12 años—) es un gato robot blanquiamarillo y cabezón que posee un sombrero de la 4.ª dimensión donde guarda sus inventos. Viste un chaleco con la bandera estadounidense reproducida, un pantalón vaquero, un pañuelo con la chapa de sheriff colgada y unos zapatos. Trabaja de sheriff en el siglo XIX. El dorayaki es su alimento favorito, al que suele añadir kétchup y mostaza. Sufre de vértigo —miedo a las alturas—. Sus armas son su cabeza dura y una pistola de aire —es un tirador experto—. Está enamorado de Dorami, la hermana de Doraemon.
- Wan Dora (王ドラ) [Wang Dora en España] (Factoría Matsushiba, China, 2112 —entre 10 y 12 años—) es un gato robot blanquinaranja y cabezón que posee un bolsillo de la 4.ª dimensión donde guarda sus inventos. Viste un hanfu y un bonete. Estudia enfermería. El dorayaki es su alimento favorito, al que añade salsa de soya y vinagre. Es muy inteligente. Su armas son su cabeza dura y varias llaves —es un maestro en artes marciales—. Está enamorado de Mimiko, una enfermera.
- Dorameddo III-sei (ドラメッドⅢ世) [Doramed III en España] (Factoría Matsushiba, Arabia Saudí, 2112 —entre 10 y 12 años—) es un gato robot blanquirosa y cabezón que posee una lámpara de la 4.ª dimensión donde guarda sus inventos. Viste un caftán, un saruel, un sombrero y unas babuchas. Vive en el desierto. El dorayaki es su alimento favorito, que come seco. Sufre de hidrofobia —miedo al agua—. Sus armas son su cabeza dura y su ira —aumenta de tamaño dependiendo de lo enfadado que esté—.
- Doranikofu (ドラニコフ) [Doranikov en España] (Factoría Matsushiba, Rusia, 2112  —entre 10 y 12 años—) es un gato robot blanquimarrón y cabezón que posee un bolsillo de la 4.ª dimensión donde guarda sus inventos. Viste una cherkeska, un caftán, una papaja y una bufanda. El dorayaki es su alimento favorito, que come a escondidas. Sus armas son su cabeza dura, su licantropía —se convierte en un lobo cuando ve algo redondo como la luna llena, pero involuntariamente— y sus bocanadas de fuego —escupe fuego cuando come algo muy caliente—. Estuvo enamorado de Momo, una estudiante; y está enamorado de Nina, una cantante.
- Eru•Matadōra (エル・マタドーラ) [El Matadora en España] (Factoría Matsushiba, Barcelona, España, 2112 —entre 10 y 12 años—) es un gato robot blanquirojo y cabezón que posee un bolsillo de la 4.ª dimensión. Viste una chaquetilla, una montera y una gola. Tiene cuernos en lugar de orejas. Trabaja de camarero en un restaurante. El dorayaki es su alimento favorito, al que suele añadir salsa de espagueti. Es muy fuerte y le gusta la siesta. Sus armas son su cabeza dura, un estoque —es un espadachín muy hábil— y la manta abanico. Está enamorado de Carmen, hermana de su jefe en el restaurante.
- Dorarīnyo (ドラリーニョ) [Dorarinho en España] (Factoría Matsushiba, Brasil, 2112 —entre 10 y 12 años—) es un gato robot blanquiverde y cabezón que posee un bolsillo de la 4.ª dimensión donde guarda sus inventos. Viste una camiseta, un pantalón y unas zapatillas de futbolista. El dorayaki es su alimento favorito, al que suele añadir tabasco. Sus armas son su cabeza dura y las pelotas de fútbol —es un futbolista muy bueno—. Su mejor amigo es Nobinho, un niño brasileño.

### Principal
- El director Teraodai (寺尾台校長, Teraodai-kōchō) (Japón) es un inventor, fundador de la Factoría Matsushiba y director de la Escuela de Robots Tsukimidai. Es el creador de todos los robots, incluido de The Doraemons. Es calvo y tiene bigote. Viste un chaqué, un pantalón, un corbatín y unas gafas. A The Doraemons suele encomendarles misiones importantes.

### Antagonista
- Aizakku Achimofu (アチモフ アイザック, Achimofu Aizakku) [Isaac Achimov en España] (Rusia) es un científico malvado con pretensiones de dominar y gobernar el mundo. Tiene una melena y una barba largas y un ojo artificial. Viste un traje y una capa. Es el mayor enemigo de The Doraemons, cuyas misiones siempre intenta sabotear.

### Otros
- Dorami (ドラミ, Dorami) (Factoría Matsushiba, Tokio, Japón, domingo 2 de diciembre de 2114 —entre 8 y 10 años—) es la hermana de Doraemon y una gata robot blanquiamarilla y cabezona que posee un bolsillo de la 4ª dimensión donde guarda sus inventos. Trabaja de niñera. Es buena, tierna, inteligente y tenaz y tiene mejor rendimiento que su hermano. Suele aparecer para ayudar a Doraemon cuando se le descontrola una situación. Le sustituyó en el cuidado de Sewashi. El bollo de melón es su alimento favorito. Sufre de blatofobia ―fobia a las cucarachas―. Junto a The Doraemons, realiza una serie de misiones casuales; además, está enamorada de Dora the Kid.
- Jaidora (ジェドーラ, Jedōra) [Jedora en España] es un repostero italiano que aparece en la película The Doraemons. El reino del dulce feliz, antiguo compañero de la escuela de robots de The Doraemons. Tiene una personalidad apacible pero inquieta. Cuando está en problemas, sale humo de su sombrero y corre a gran velocidad sin detenerse. The Doraemons le ayudan a recolectar los ingredientes para preparar un dorayaki de nata montada en el Festival Okashinana, ganando el premio de la competencia bajo el nombre "Jedora & The Doraemons"

## Reparto de voces
| Personaje         | Actor de voz (Japón)                                             | Actor de voz (España - Equipo de Vizcaya)                     |
| ----------------- | ---------------------------------------------------------------- | ------------------------------------------------------------- |
| MS903 Doraemon    | Nobuyo Ōyama (1996-1997/1999-2000) Chisa Yokoyama (1998)         | Estíbaliz Lizárraga (2007-2011)                               |
| Dora the Kid      | Chisa Yokoyama y Yoku Shioya (1995) Keiichi Nanba (1996-2001)    | Antón Palomar (2007-2008) Anselmo Herrero (2011)              |
| Wang Dora         | Kumiko Nishihara (1995) Megumi Hayashibara (1996-2001)           | Alazne Erdozia (2007-2011)                                    |
| Doramed III       | Masaharu Satō (1995-2002)                                        | Miguel Ortiz (2007-2011)                                      |
| Doranikov         | Teiyū Ichiryūsai (1995) Toshiharu Sakurai (1996-2001)            | Juan Martín Goirizelaia (2007-2011)                           |
| El Matadora       | Kazue Ikura (1995) Kyōsei Tsukui (1996) Ryūsei Nakao (1997-2001) | Alberto Escobal García (2007) Josu Cubero (2008-2011)         |
| Dorarinho         | Teiyū Ichiryūsai (1995-2001)                                     | Eba Ojanguren (2007-2011)                                     |
| Director Teroadai | Ichirō Nagai (1996-1998/2000)                                    | José María Regalado (2007-2008) Víctor Prieto (2008/2011)     |
| Isaac Achimov     | Banjō Ginga (1997/2000/2002)                                     | Juan Carlos Guitiérrez (2008) José María Regalado (2008/2011) |